# Víctor Mora (fumettista)
Víctor Mora, nome di nascita Víctor Mora Pujadas (Barcellona, 6 giugno 1931 – Barcellona, 17 agosto 2016), è stato un fumettista, scrittore e sceneggiatore spagnolo. I suoi fumetti sono stati scritti e sceneggiati essenzialmente in catalano. Il personaggio dei fumetti per il quale è conosciuto è Captain Thunder.

## Biografia
Emigrato in Francia durante la guerra civile spagnola, tornò a Barcellona nel 1941. Autodidatta (abbandonò la scuola a undici anni), imparò leggendo libri d'avventura e fumetti. All'età di vent'anni viene assunto dalla casa editrice spagnola Bruguera come redattore e traduttore. In questa casa editrice creò il personaggio che lo avrebbe reso più famoso: il Capitano Trueno. Le sceneggiature sono dello stesso Mora, ma il disegno è di Miguel Ambrosio Zaragoza (Ambrós). Anni dopo creò anche El Jabato. Del suo lavoro troviamo anche i personaggi Dani Futuro, El Corsario de Hierro, El Sheriff King, El Cosaco Verde, Taramis, Felina, Les anges d'acier, Les inoxidables e Les chroniques de l'innomé. Nel campo dei fumetti va inoltre ricordato che ha recuperato la rivista TBO, che ha diretto tra il 1988 e il 1992.
Il primo romanzo pubblicato da Mora è stato Els plâtans de Barcelona. Non superando il filtro della censura, fu pubblicato a Parigi in francese nel 1966 e non sarebbe stato pubblicato in catalano fino al 1972. Questo lavoro apre una trilogia che si completa con Paris flash-back (1978) e Il tram blu (1985). Nello stesso anno 1966 escono El cafè dels hommes tristos, che un anno prima aveva vinto il premio Víctor Català e La puja morta. Il suo lavoro è stato tradotto in diverse lingue (tedesco, bulgaro, spagnolo, francese, ungherese, portoghese, rumeno, russo e ceco).
Dal punto di vista politico, ha militato, in Spagna, nel partito PSUC, che lo ha portato in prigione nel 1957 e all'esilio in Francia tra il 1963 e il 1968.
Nel 1991, il governo francese lo ha nominato Cavaliere dell'Ordine delle Arti e delle Lettere. Nel 1997 è stato insignito della Croce di San Giorgio.
La Fondazione Víctor Mora ha gli obiettivi di preservare, diffondere e promuovere lo studio dell'opera di Víctor Mora in tutti i suoi aspetti; aprire nuovi spazi culturali attorno alla letteratura e alla creazione artistica in generale; per aiutare i giovani scrittori attraverso corsi, dibattiti, mostre, celebrazioni di effemeridi, borse di studio, concorsi letterari e tutte quelle azioni che promuovono la creazione letteraria, organizza annualmente il Premio Víctor Mora per racconti brevi.

## Opere

### Narrativa
- 1966 El cafè dels homes tristos
- 1972 Perduts al pàrking
- 1981 Mozzarella i Gorgonzola i altres contes
- 1989 Barcelona 2080 i altres contes improbables
- 1992 La presa de poder de Stella Wunderberry

### Romanzi
- 1966 Els plàtans de Barcelona
- 1966 La pluja morta
- 1976 Whisky amb napalm
- 1978 París Flash-back
- 1984 El tramvia blau
- 1993 La dona dels ulls de pluja: Barcelona anys 90
- 1995 Entre silencis d'estels i tombes
- 1996 El meu cor es diu Àfrica
- 1996 Els amants del ciberespai
- 1996 El parc del terror
- 1997 La dama de la gàbia de ferro
- 1998 L'ogre dels Càrpats: Cor d'Acer II
- 1999 Carícies d'un desconegut
- 2000 El castell de lava negra

### Saggistica
- 1968 França, revolució 68
- 1970 Converses a París
- 1985 La ciencia soviética hoy. Conversaciones en la URSS (Editorial Progreso, Moscou)
- 2000 Diari de bord (sense navegar i a punt de naufragi)
- 2003 Maig del 68 a París

## Riviste francesi
In Francia ha lavorato per varie riviste e giornali fra i tanti con:
Pif Gadget, Éditions Vaillant
- Les Compagnons d’Univerzoo: Le Monstre d’Alpha Viridis, nouvelle de Víctor Mora, illustrations de Adolfo Usero, 1974
- Les Compagnons d’Univerzoo: Le Mystère de Delta 6, scénario de Víctor Mora, dessins de Adolfo Usero, 1974
- Les Compagnons d’Univerzoo: Les Hippos d’Aquaria, scénario de Víctor Mora, dessins de Adolfo Usero, 1974
- Les Compagnons d’Univerzoo: Les Sables du Hellas, scénario de Víctor Mora, dessins de Adolfo Usero, 1975
- Les Compagnons d’Univerzoo: Les Canaux de Mars, scénario de Víctor Mora, dessins de Adolfo Usero, 1975
- Les Compagnons d’Univerzoo: Malabar s’est échappé, scénario de Víctor Mora, dessins de Adolfo Usero, 1975
- Les Compagnons d’Univerzoo: S.O.S.! Danger radioactif!, scénario de Víctor Mora, dessins de Adolfo Usero, 1975
- Les Compagnons d’Univerzoo: L’Épave mystérieuse, scénario de Víctor Mora, dessins de Adolfo Usero, 1975

Vive l'Aventure, Éditions Vaillant
- Vive l'Aventure no 2, scénario de Roger Lécureux, Jean Ollivier et Víctor Mora, dessins de Kline, Lucien Nortier, Charlie Kiéfer, Adolfo Usero et Christian Gaty, 1980